# Borbee's Jass Orchestra
Borbee's Jass Orchestra was een band uit de jaren tien van de 20ste eeuw die dansmuziek speelde.
De groep stond onder leiding van de pianist Ernest Borbee en bestond uit vijf leden: een pianist (Borbee), violist, twee banjospelers en een drummer. Het orkest bestond uit louter blanke mannen en de leider, Borbee, was nog slechts een tiener.
Op 14 februari 1917 nam het gezelschap in New York twee nummers op voor Columbia Records: 'It's a Long, Long Time' en 'Just the Kind of Girl You’d Love to Make Your Wife'. In juli dat jaar werden de twee nummers uitgebracht op plaat, onder de naam Borbee's Jass Orchestra. Het orkest heette eigenlijk Borbee's Tango Orchestra, maar de platenfirma wilde een graantje meepikken van het succes van de Original Dixieland Jass Band, die échte jass (later: jazz) speelde. Borbee's groep werd zo een van de eerste bands die als jass-band een plaat opnam. Op 17 augustus 1917 nam Borbee met zijn zogenaamde Jass Orchestra nog twee songs op, de foxtrot 'Paddle-Addle' en de one-step 'The Ragtime Volunteers Are Off to War'. De Columbia-plaat met deze nummers verscheen in november 1917.
Ernest Borbee zou later voor het label Olympic nummers opnemen met de band Original Georgia Five. De groep speelde lange tijd in een ballroom in Brooklyn.